# Telecosmo
Telecosmo fue un proveedor de servicios de Internet mexicano (ISP) poseído por el Grupo Salinas y la familia Saba.
Telecosmo es el primer servicio de Internet de alta velocidad, de banda ancha, disponible en el país para negocios y clientes residenciales. Frecuentemente el servicio es ofrecido exclusivamente en la Ciudad de México.
Telecosmo ofrece los siguientes servicios:
- Conexión a internet (rango de velocidad de 128 kbit/s a 2 Mbit/s).
- Wireless Internet (3.4 GHz radiofrecuencia).